# Dengang jeg drog afsted (film)
Dengang jeg drog afsted er en film instrueret af Jørgen Vestergaard efter eget manuskript.

## Handling
Gennem nær-observationer af soldatens elementære uddannelse søger filmen at karakterisere den tilværelse, som den værnepligtige er tvunget til at leve i i 12 måneder.